# Jordan EJ14
Jordan EJ14 je Jordanov dirkalnik Formule 1 za sezono 2004, s katerim so dirkali Nick Heidfeld, Giorgio Pantano in Timo Glock, ki je Pantana zamenjal na štirih dirkah. Najboljšo uvrstitev sta dosegla Heidfeld in Glock s sedmima mestoma na dirkah za Veliko nagrado Monaka oziroma Veliko nagrado Kanade, kjer je Heidfeld dosegel še tretjo uvrstitev moštva med dobitnike točk z osmim mestom. Na ostalih dirkah pa se dirkačem ni uspelo uvrstiti bolje od enajstega mesta. Skupno je moštvo zasedlo deveto mesto v dirkaškem prvenstvu s petimi točkami.

## Popolni rezultati Formule 1
(legenda)
| Leto | Moštvo | Motor        | Gume | Dirkači         | 1   | 2   | 3   | 4   | 5   | 6   | 7  | 8   | 9   | 10  | 11  | 12  | 13  | 14  | 15  | 16  | 17  | 18  | Toč | Prv |
| ---- | ------ | ------------ | ---- | --------------- | --- | --- | --- | --- | --- | --- | -- | --- | --- | --- | --- | --- | --- | --- | --- | --- | --- | --- | --- | --- |
| 2004 | Jordan | Cosworth V10 | B    |                 | AVS | MAL | BAH | SMR | ŠPA | MON | EU | KAN | ZDA | FRA | VB  | NEM | MAD | BEL | ITA | KIT | JAP | BRA | 5   | 9.  |
| 2004 | Jordan | Cosworth V10 | B    | Nick Heidfeld   | Ret | Ret | 15  | Ret | Ret | 7   | 10 | 8   | Ret | 16  | 15  | Ret | 12  | 11  | 14  | 13  | 13  | Ret | 5   | 9.  |
| 2004 | Jordan | Cosworth V10 | B    | Giorgio Pantano | 14  | 13  | 16  | Ret | Ret | Ret | 13 |     | Ret | 17  | Ret | 15  | Ret | Ret | Ret |     |     |     | 5   | 9.  |
| 2004 | Jordan | Cosworth V10 | B    | Timo Glock      |     |     |     |     |     |     |    | 7   |     |     |     |     |     |     |     | 15  | 15  | 15  | 5   | 9.  |